# Włochy na Zimowych Igrzyskach Olimpijskich 2022
Włochy na Zimowych Igrzyskach Olimpijskich 2022 reprezentowało 119 zawodników: 72 mężczyzn i 47 kobiet. Był to dwudziesty czwarty start reprezentacji Włoch na zimowych igrzyskach olimpijskich.

## Statystyki według dyscyplin
| Lp.     | Dyscyplina            | Mężczyźni | Kobiety | Łącznie |
| ------- | --------------------- | --------- | ------- | ------- |
| 1       | Biathlon              | 5         | 5       | 10      |
| 2       | Biegi narciarskie     | 6         | 6       | 12      |
| 3       | Bobsleje              | 8         | 1       | 9       |
| 4       | Curling               | 5         | 1       | 6       |
| 5       | Kombinacja norweska   | 4         | —       | 4       |
| 6       | Łyżwiarstwo figurowe  | 5         | 4       | 9       |
| 7       | Łyżwiarstwo szybkie   | 6         | 1       | 7       |
| 8       | Narciarstwo alpejskie | 7         | 9       | 16      |
| 9       | Narciarstwo dowolne   | 2         | 4       | 6       |
| 10      | Saneczkarstwo         | 5         | 3       | 8       |
| 11      | Short track           | 5         | 5       | 10      |
| 12      | Skeleton              | 2         | 1       | 3       |
| 13      | Skoki narciarskie     | 1         | 1       | 2       |
| 14      | Snowboarding          | 11        | 6       |         |
| Łącznie | Łącznie               | 72        | 47      | 117     |

## Zdobyte medale
| Medal  | Zawodnik                                                                                            | Dyscyplina            | Konkurencja               | Rezultat                              | Data      |
| ------ | --------------------------------------------------------------------------------------------------- | --------------------- | ------------------------- | ------------------------------------- | --------- |
| Złoto  | Arianna Fontana                                                                                     | Short track           | 500 m kobiet              | 42,488 s                              | 7 lutego  |
| Złoto  | Stefania Constantini Amos Mosaner                                                                   | Curling               | turniej par mieszanych    | w finale pokonali zespół Norwegii 8:5 | 8 lutego  |
| Srebro | Francesca Lollobrigida                                                                              | Łyżwiarstwo szybkie   | 3000 m kobiet             | 3:58,06                               | 5 lutego  |
| Srebro | Arianna Fontana Martina Valcepina Pietro Sighel Andrea Cassinelli Arianna Valcepina Yuri Confortola | Short track           | sztafeta mieszana         | 2:37,364                              | 5 lutego  |
| Srebro | Federica Brignone                                                                                   | Narciarstwo alpejskie | slalom gigant kobiet      | 1:55,97                               | 7 lutego  |
| Srebro | Federico Pellegrino                                                                                 | Biegi narciarskie     | sprint mężczyzn           | 2:58,32                               | 8 lutego  |
| Srebro | Omar Visintin Michela Moioli                                                                        | Snowboarding          | drużynowy snowboard cross |                                       | 12 lutego |
| Srebro | Sofia Goggia                                                                                        | Narciarstwo alpejskie | zjazd kobiet              | 1:32,03                               | 15 lutego |
| Srebro | Arianna Fontana                                                                                     | Short track           | 1500 m kobiet             | 2:17,862                              | 16 lutego |
| Brąz   | Dominik Fischnaller                                                                                 | Saneczkarstwo         | jedynki mężczyzn          | 3:49,686                              | 6 lutego  |
| Brąz   | Omar Visintin                                                                                       | Snowboarding          | snowboard cross mężczyzn  |                                       | 10 lutego |
| Brąz   | Dorothea Wierer                                                                                     | Biathlon              | sprint kobiet             | 21:21,5                               | 11 lutego |
| Brąz   | Davide Ghiotto                                                                                      | Łyżwiarstwo szybkie   | 10 000 m mężczyzn         | 12:45,98                              | 11 lutego |
| Brąz   | Nadia Delago                                                                                        | Narciarstwo alpejskie | zjazd kobiet              | 1:32,44                               | 15 lutego |
| Brąz   | Pietro Sighel Yuri Confortola Tommaso Dotti Andrea Cassinelli                                       | Short track           | sztafeta mężczyzn         | 6:43,440                              | 16 lutego |
| Brąz   | Federica Brignone                                                                                   | Narciarstwo alpejskie | superkombinacja kobiet    | 2:27,52                               | 17 lutego |
| Brąz   | Francesca Lollobrigida                                                                              | Short track           | bieg masowy kobiet        | 8:14,98                               | 19 lutego |

## Skład kadry

### Biathlon
| Zawodnik                                                         | Konkurencja                  | Czas      | Kary        | Pozycja | Źródło |
| ---------------------------------------------------------------- | ---------------------------- | --------- | ----------- | ------- | ------ |
| Lukas Hofer                                                      | Sprint mężczyzn              | 25:19,0   | 1 (0+1)     | 14.     | [ 1 ]  |
| Thomas Bormolini                                                 | Sprint mężczyzn              | 25:44,1   | 1 (0+1)     | 23.     | [ 1 ]  |
| Dominik Windisch                                                 | Sprint mężczyzn              | 25:51,6   | 2 (0+2)     | 30.     | [ 1 ]  |
| Tommaso Giacomel                                                 | Sprint mężczyzn              | 26:52,2   | 4 (1+3)     | 61.     | [ 1 ]  |
| Lukas Hofer                                                      | Bieg pościgowy mężczyzn      | 39:58,6   | 0           | 4.      | [ 2 ]  |
| Dominik Windisch                                                 | Bieg pościgowy mężczyzn      | 43:41,9   | 7 (1+1+3+2) | 26.     | [ 2 ]  |
| Thomas Bormolini                                                 | Bieg pościgowy mężczyzn      | 44:04,5   | 6 (0+1+1+4) | 33.     | [ 2 ]  |
| Dominik Windisch                                                 | Bieg indywidualny            | 51:25,6   | 2 (0+0+1+1) | 14.     | [ 3 ]  |
| Lukas Hofer                                                      | Bieg indywidualny            | 52:43,6   | 2 (0+2+0+0) | 27.     | [ 3 ]  |
| Didier Bionaz                                                    | Bieg indywidualny            | 54:47,9   | 3 (1+1+1+0) | 48.     | [ 3 ]  |
| Thomas Bormolini                                                 | Bieg indywidualny            | 55:48,6   | 5 (0+1+2+2) | 63.     | [ 3 ]  |
| Dominik Windisch                                                 | bieg ze startu wspólnego (m) | 39:52,8   | 3 (0+2+1+0) | .       | [ 4 ]  |
| Lukas Hofer                                                      | bieg ze startu wspólnego (m) | 42:58,8   | 6 (1+1+2+2) | 27.     | [ 4 ]  |
| Thomas Bormolini Tommaso Giacomel Lukas Hofer Dominik Windisch   | Sztafeta 4 × 7,5 km (m)      | 1:21:48,8 | 2+13        | 7.      | [ 5 ]  |
| Dorothea Wierer                                                  | Sprint kobiet                | 21:21,5   | 0           | brąz    | [ 6 ]  |
| Lisa Vittozzi                                                    | Sprint kobiet                | 23:09,1   | 4 (4+0)     | 36.     | [ 6 ]  |
| Samuela Comola                                                   | Sprint kobiet                | 23:30,7   | 1 (1+0)     | 57.     | [ 6 ]  |
| Federica Sanfilippo                                              | Sprint kobiet                | 24:57,1   | 5 (3+2)     | 82.     | [ 6 ]  |
| Dorothea Wierer                                                  | Bieg pościgowy kobiet        | 36:56,0   | 3 (0+0+2+1) | 6.      | [ 7 ]  |
| Lisa Vittozzi                                                    | Bieg pościgowy kobiet        | 39:21,2   | 4 (1+2+0+1) | 32.     | [ 7 ]  |
| Samuela Comola                                                   | Bieg pościgowy kobiet        | 40:10,4   | 3 (0+1+1+1) | 37.     | [ 7 ]  |
| Dorothea Wierer                                                  | Bieg indywidualny            | 46:45,0   | 3 (0+1+0+2) | 18.     | [ 8 ]  |
| Federica Sanfilippo                                              | Bieg indywidualny            | 50:09,3   | 5 (0+2+1+2) | 49.     | [ 8 ]  |
| Michela Carrara                                                  | Bieg indywidualny            | 51:29,1   | 5 (1+2+1+1) | 60.     | [ 8 ]  |
| Lisa Vittozzi                                                    | Bieg indywidualny            | 52:57,1   | 8 (5+1+2+0) | 76.     | [ 8 ]  |
| Dorothea Wierer                                                  | bieg masowy kobiet           | 43:41,0   | 8 (2+2+2+2) | 22.     | [ 9 ]  |
| Lisa Vittozzi Dorothea Wierer Samuela Comola Federica Sanfilippo | Sztafeta 4 × 6 km            | 1:12:37,0 | 0+5         | 7.      | [ 10 ] |
| Lisa Vittozzi Dorothea Wierer Thomas Bormolinir Lukas Hofer      | sztafeta mieszana            | 1:09:25,3 | 2+14        | 9.      | [ 11 ] |

### Biegi narciarskie
Mężczyźni
| Zawodnik                                                                    | Konkurencja        | Eliminacje | Eliminacje | Ćwierćfinał | Ćwierćfinał | Półfinał | Półfinał | Finał     | Finał   | Źródło        |
| Zawodnik                                                                    | Konkurencja        | czas       | Pozycja    | czas        | Pozycja     | czas     | Pozycja  | czas      | Pozycja | Źródło        |
| --------------------------------------------------------------------------- | ------------------ | ---------- | ---------- | ----------- | ----------- | -------- | -------- | --------- | ------- | ------------- |
| Francesco De Fabiani                                                        | Bieg na 15 km      | N/A        | N/A        | N/A         | N/A         | N/A      | N/A      | 40:16,4   | 18.     | [ 12 ]        |
| Giandomenico Salvadori                                                      | Bieg na 15 km      | N/A        | N/A        | N/A         | N/A         | N/A      | N/A      | 40:33,2   | 22.     | [ 12 ]        |
| Paolo Ventura                                                               | Bieg na 15 km      | N/A        | N/A        | N/A         | N/A         | N/A      | N/A      | 41:12,2   | 34.     | [ 12 ]        |
| Maicol Rastelli                                                             | Bieg na 15 km      | N/A        | N/A        | N/A         | N/A         | N/A      | N/A      | 42:25,4   | 52.     | [ 12 ]        |
| Francesco De Fabiani                                                        | Bieg na 30 km      | N/A        | N/A        | N/A         | N/A         | N/A      | N/A      | 1:19:47,6 | 8.      | [ 13 ]        |
| Paolo Ventura                                                               | Bieg na 30 km      | N/A        | N/A        | N/A         | N/A         | N/A      | N/A      | 1:24:00,4 | 34.     | [ 13 ]        |
| Giandomenico Salvadori                                                      | Bieg na 30 km      | N/A        | N/A        | N/A         | N/A         | N/A      | N/A      | 1:26:10,7 | 48.     | [ 13 ]        |
| Giandomenico Salvadori                                                      | Bieg na 50 km      | N/A        | N/A        | N/A         | N/A         | N/A      | N/A      | 1:14:49,1 | 18.     | [ 14 ]        |
| Paolo Ventura                                                               | Bieg na 50 km      | N/A        | N/A        | N/A         | N/A         | N/A      | N/A      | 1:16:05,4 | 32.     | [ 14 ]        |
| Federico Pellegrino                                                         | Sprint             | 2:49,55    | 6.         | 2:53,08     | 1.          | 2:52,17  | 1.       | 2:58,32   | srebro  | [ 15 ] [ 16 ] |
| Davide Graz                                                                 | Sprint             | 1:53,58    | 25.        | 2:56,09     | 6.          | NQ       | NQ       | NQ        | 28.     | [ 15 ] [ 16 ] |
| Francesco De Fabiani                                                        | Sprint             | 2:55,56    | 35.        | NQ          | NQ          | NQ       | NQ       | NQ        | 35.     | [ 15 ] [ 16 ] |
| Maicol Rastelli                                                             | Sprint             | 3:02,04    | 51.        | NQ          | NQ          | NQ       | NQ       | NQ        | 51.     | [ 15 ] [ 16 ] |
| Francesco De Fabiani Federico Pellegrino                                    | Sprint drużynowy   | N/A        | N/A        | N/A         | N/A         | 20:06,99 | 1.       | 19:48,42  | 6.      | [ 17 ] [ 18 ] |
| Federico Pellegrino Francesco De Fabiani Giandomenico Salvadori Davide Graz | Sztafeta 4 × 10 km | N/A        | N/A        | N/A         | N/A         | N/A      | N/A      | 2:00:16,6 | 8.      | [ 19 ]        |

Kobiety
| Zawodnik                                                     | Konkurencja       | Eliminacje | Eliminacje | Ćwierćfinał | Ćwierćfinał | Półfinał | Półfinał | Finał     | Finał   | Źródło        |
| Zawodnik                                                     | Konkurencja       | czas       | Pozycja    | czas        | Pozycja     | czas     | Pozycja  | czas      | Pozycja | Źródło        |
| ------------------------------------------------------------ | ----------------- | ---------- | ---------- | ----------- | ----------- | -------- | -------- | --------- | ------- | ------------- |
| Anna Comarella                                               | Bieg na 10 km     | N/A        | N/A        | N/A         | N/A         | N/A      | N/A      | 30:45,0   | 26.     | [ 20 ]        |
| Caterina Ganz                                                | Bieg na 10 km     | N/A        | N/A        | N/A         | N/A         | N/A      | N/A      | 31:08,1   | 35.     | [ 20 ]        |
| Martina Di Centa                                             | Bieg na 10 km     | N/A        | N/A        | N/A         | N/A         | N/A      | N/A      | 31:08,8   | 37.     | [ 20 ]        |
| Lucia Scardoni                                               | Bieg na 10 km     | N/A        | N/A        | N/A         | N/A         | N/A      | N/A      | 31:09,5   | 38.     | [ 20 ]        |
| Martina Di Centa                                             | Bieg na 15 km     | N/A        | N/A        | N/A         | N/A         | N/A      | N/A      | 49:22,8   | 36.     | [ 21 ]        |
| Anna Comarella                                               | Bieg na 15 km     | N/A        | N/A        | N/A         | N/A         | N/A      | N/A      | 49:27,8   | 37.     | [ 21 ]        |
| Christina Pittin                                             | Bieg na 15 km     | N/A        | N/A        | N/A         | N/A         | N/A      | N/A      | 49:48,6   | 41.     | [ 21 ]        |
| Caterina Ganz                                                | Bieg na 15 km     | N/A        | N/A        | N/A         | N/A         | N/A      | N/A      | 49:53,9   | 42.     | [ 21 ]        |
| Christina Pittin                                             | Bieg na 30 km     | N/A        | N/A        | N/A         | N/A         | N/A      | N/A      | 1:33:54,8 | 33.     | [ 22 ]        |
| Martina Di Centa                                             | Bieg na 30 km     | N/A        | N/A        | N/A         | N/A         | N/A      | N/A      | 1:33:56,6 | 34.     | [ 22 ]        |
| Anna Comarella                                               | Bieg na 30 km     | N/A        | N/A        | N/A         | N/A         | N/A      | N/A      | 1:36:12,4 | 40.     | [ 22 ]        |
| Caterina Ganz                                                | Bieg na 30 km     | N/A        | N/A        | N/A         | N/A         | N/A      | N/A      | 1:38:19,5 | 45.     | [ 22 ]        |
| Greta Laurent                                                | Sprint            | 3:22,84    | 25.        | 3:26,96     | 6.          | NQ       | NQ       | NQ        | 28.     | [ 23 ] [ 24 ] |
| Lucia Scardoni                                               | Sprint            | 3:23,61    | 29.        | 3:27,07     | 6.          | NQ       | NQ       | NQ        | 29.     | [ 23 ] [ 24 ] |
| Caterina Ganz                                                | Sprint            | 3:24,13    | 30.        | 3:24,04     | 6.          | NQ       | NQ       | NQ        | 30.     | [ 23 ] [ 24 ] |
| Christina Pittin                                             | Sprint            | 3:30,64    | 47.        | NQ          | NQ          | NQ       | NQ       | NQ        | 47.     | [ 23 ] [ 24 ] |
| Caterina Ganz Lucia Scardoni                                 | Sprint drużynowy  | N/A        | N/A        | N/A         | N/A         | 23:47,06 | 7.       | NQ        | 13.     | [ 25 ] [ 26 ] |
| Anna Comarella Caterina Ganz Martina Di Centa Lucia Scardoni | Sztafeta 4 × 5 km | N/A        | N/A        | N/A         | N/A         | N/A      | N/A      | 57:20,5   | 8.      | [ 27 ]        |

### Bobsleje
| Zawodnicy                                                         | Konkurencja     | Ślizg 1 | Ślizg 1 | Ślizg 2 | Ślizg 2 | Ślizg 3 | Ślizg 3 | Ślizg 4 | Ślizg 4 | Łącznie | Pozycja | Źródło |
| Zawodnicy                                                         | Konkurencja     | Czas    | Miejsce | Czas    | Miejsce | Czas    | Miejsce | Czas    | Miejsce | Łącznie | Pozycja | Źródło |
| ----------------------------------------------------------------- | --------------- | ------- | ------- | ------- | ------- | ------- | ------- | ------- | ------- | ------- | ------- | ------ |
| Patrick Baumgartner Robert Mircea                                 | Dwójki mężczyzn | 1:00,08 | 20.     | 1:00,47 | 24.     | 1:00,38 | 21.     | NQ      | NQ      | 3"00,93 | 21.     | [ 28 ] |
| Patrick Baumgartner Eric Fantazzini Alex Verginer Lorenzo Bilotti | Czwórki         | 59,36   | 17.     | 59,72   | 20.     | 59,34   | 15.     | 59,28   | 4.      | 3:57,70 | 15.     | [ 29 ] |
| Mattia Variola Robert Mircea Alex Pagnini Delmas Obou             | Czwórki         | 1:00,25 | 27.     | 1:00,33 | 27.     | 1:00,07 | 26.     | NQ      | NQ      | 3:00,65 | 27.     | [ 29 ] |
| Giada Andreutti                                                   | monobob kobiet  | 1:06,07 | 17.     | 1:05,77 | 10.     | 1:06,57 | 16.     | 1:06,38 | 12.     | 4:24,79 | 15.     | [ 30 ] |

### Curling
| Drużyna                                                                    | Konkurencja            | Faza grupowa            | Faza grupowa     | Faza grupowa     | Faza grupowa                       | Faza grupowa     | Faza grupowa          | Faza grupowa             | Faza grupowa     | Faza grupowa     | Faza grupowa | Tie-breaker      | Półfinały        | Finał/3. miejsce | Pozycja | Źródło |
| Drużyna                                                                    | Konkurencja            | Przeciwnik Wynik        | Przeciwnik Wynik | Przeciwnik Wynik | Przeciwnik Wynik                   | Przeciwnik Wynik | Przeciwnik Wynik      | Przeciwnik Wynik         | Przeciwnik Wynik | Przeciwnik Wynik | Pozycja      | Przeciwnik Wynik | Przeciwnik Wynik | Przeciwnik Wynik | Pozycja | Źródło |
| -------------------------------------------------------------------------- | ---------------------- | ----------------------- | ---------------- | ---------------- | ---------------------------------- | ---------------- | --------------------- | ------------------------ | ---------------- | ---------------- | ------------ | ---------------- | ---------------- | ---------------- | ------- | ------ |
| Joël Retornaz Amos Mosaner Sebastiano Arman Simone Gonin Mattia Giovanella | turniej mężczyzn       | Wielka Brytania · 5:7   | Szwecja · 3:9    | Chiny · 9:12     | Rosyjski Komitet Olimpijski · 7:10 | Szwajcaria · 8:4 | Kanada · 3:7          | Stany Zjednoczone · 10:4 | Dania · 10:3     | Norwegia · 4:9   | 9.           | N/A              | NQ               | NQ               | 9.      | [ 31 ] |
| Stefania Constantini Amos Mosaner                                          | turniej par mieszanych | Stany Zjednoczone · 8:4 | Szwajcaria · 8:7 | Norwegia · 11:8  | Czechy · 10:2                      | Australia · 7:3  | Wielka Brytania · 7:5 | Chiny · 8:4              | Kanada · 8:7     | N/A              | 1.           | N/A              | Szwecja · 8:1    | Norwegia · 8:5   | złoto   | [ 32 ] |

### Kombinacja norweska
| Zawodnik                                                      | Konkurencja             | Skoki narciarskie       | Skoki narciarskie   | Skoki narciarskie | Skoki narciarskie | Bieg narciarski                 | Bieg narciarski | Czas łączny | Strata   | Pozycja | Źródło        |
| Zawodnik                                                      | Konkurencja             | Odległość               | Nota                | Pozycja           | Strata czasowa    | Czas biegu                      | Pozycja         | Czas łączny | Strata   | Pozycja | Źródło        |
| ------------------------------------------------------------- | ----------------------- | ----------------------- | ------------------- | ----------------- | ----------------- | ------------------------------- | --------------- | ----------- | -------- | ------- | ------------- |
| Raffaele Buzzi                                                | skocznia normalna/10 km | 93,0                    | 99,9                | 22.               | + 2:12            | 24:47,3                         | 10.             | 26:59,3     | + 1:51,6 | 16.     | [ 33 ] [ 34 ] |
| Alessandro Pittin                                             | skocznia normalna/10 km | 75,5                    | 62,9                | 40.               | + 4:40            | 24:53,4                         | 12.             | 29:33,4     | + 4:25,7 | 32.     | [ 33 ] [ 34 ] |
| Iacopo Bortolas                                               | skocznia normalna/10 km | 93,5                    | 97,0                | 26.               | + 2:24            | 27:30,8                         | 38.             | 29:54,8     | + 4:47,1 | 33.     | [ 33 ] [ 34 ] |
| Raffaele Buzzi                                                | skocznia duża/10 km     | 124,0                   | 98,7                | 21.               | + 2:44            | 26:34,9                         | 16.             | 29:18,9     | + 2:05,6 | 22.     | [ 35 ]        |
| Iacopo Bortolas                                               | skocznia duża/10 km     | 121,5                   | 87,7                | 29.               | + 3:28            | 29:01,6                         | 43.             | 32:29,6     | + 5:16,3 | 39.     | [ 35 ]        |
| Samuel Costa                                                  | skocznia duża/10 km     | 110,0                   | 64,3                | 40.               | + 5:02            | 27:20,3                         | 25.             | 32:22,3     | + 5:09,0 | 38.     | [ 35 ]        |
| Alessandro Pittin                                             | skocznia duża/10 km     | 105,0                   | 55,8                | 43.               | + 5:36            | 25:55,8                         | 6.              | 31:31,8     | + 4:18,5 | 33.     | [ 35 ]        |
| Samuel Costa Alessandro Pittin Iacopo Bortolas Raffaele Buzzi | Drużynowo               | 110,5 116,5 123,0 124,0 | 72,2 64,3 86,4 97,2 | 9.                | + 3:27            | 13:07,4 13:18,9 14:00,6 13:13,1 | 9.              | 57:07,0     | + 6:21,9 | 9.      | [ 36 ]        |

### Łyżwiarstwo figurowe
| Zawodnik                           | Konkurencja   | Program krótki | Program krótki | Program dowolny | Program dowolny | Łączna nota | Pozycja | Źródło |
| Zawodnik                           | Konkurencja   | Nota           | Pozycja        | Nota            | Pozycja         | Łączna nota | Pozycja | Źródło |
| ---------------------------------- | ------------- | -------------- | -------------- | --------------- | --------------- | ----------- | ------- | ------ |
| Daniel Grassl                      | soliści       | 90,64          | 12.            | 187,43          | 4.              | 278,07      | 7.      | [ 37 ] |
| Matteo Rizzo                       | soliści       | 88,63          | 13.            | 158,90          | 17.             | 247,53      | 16.     | [ 37 ] |
| Nicole Della Monica Matteo Guarise | pary sportowe | 63,58          | 10.            | 116,29          | 13.             | 179,87      | 13.     | [ 38 ] |
| Rebecca Ghilardi Filippo Ambrosini | pary sportowe | 55,83          | 16.            | 109,60          | 14.             | 165,43      | 14.     | [ 38 ] |
| Charlène Guignard Marco Fabbri     | Pary taneczne | 82,68          | 7.             | 124,37          | 5.              | 207,05      | 7.      | [ 39 ] |

Drużynowo
| Konkurencja      | Zawodnik                                                                                            | Soliści       | Soliści | Solistki      | Solistki | Pary sportowe | Pary sportowe | Pary taneczne | Pary taneczne | Wynik  | Wynik   | Źródło |
| Konkurencja      | Zawodnik                                                                                            | SP            | FS      | SP            | FS       | SP            | FS            | SD            | FD            | Punkty | Miejsce |        |
| ---------------- | --------------------------------------------------------------------------------------------------- | ------------- | ------- | ------------- | -------- | ------------- | ------------- | ------------- | ------------- | ------ | ------- | ------ |
| Zawody drużynowe | Daniel Grassl Lara Naki Gutmann Nicole Della Monica / Matteo Guarise Charlène Guignard/Marco Fabbri | 88,10 (6 pkt) | NQ      | 58,52 (2 pkt) | NQ       | 60,30 (4 pkt) | NQ            | 83,83 (8 pkt) | NQ            | 20     | 7.      | [ 40 ] |

### Łyżwiarstwo szybkie
| Zawodnik               | Konkurencja       | Czas     | Miejsce | Źródło |
| ---------------------- | ----------------- | -------- | ------- | ------ |
| Jeffrey Rosanelli      | 500 m mężczyzn    | 35,08    | 19.     | [ 41 ] |
| David Bosa             | 500 m mężczyzn    | 35,168   | 23.     |        |
| David Bosa             | 1000 m mężczyzn   | 1:09,35  | 15.     | [ 42 ] |
| Alessio Trentini       | 1500 m mężczyzn   | 1:48,33  | 25.     | [ 43 ] |
| Davide Ghiotto         | 5000 m mężczyzn   | 6:16,92  | 8.      | [ 44 ] |
| Michele Malfatti       | 5000 m mężczyzn   | 6:21,47  | 15.     | [ 44 ] |
| Andrea Giovannini      | 5000 m mężczyzn   | 6:30,11  | 20.     | [ 44 ] |
| Davide Ghiotto         | 10 000 m mężczyzn | 12:45,98 | brąz    | [ 45 ] |
| Michele Malfatti       | 10 000 m mężczyzn | 13:01,42 | 9.      | [ 45 ] |
| Francesca Lollobrigida | 1500 m kobiet     | 1:55,20  | 6.      | [ 46 ] |
| Francesca Lollobrigida | 3000 m kobiet     | 3:58,06  | srebro  | [ 47 ] |
| Francesca Lollobrigida | 5000 m kobiet     | 6:51,76  | 4.      | [ 48 ] |

| Zawodnik                                          | Konkurencja             | Ćwierćfinał      | Ćwierćfinał | Półfinał   | Półfinał | Finał      | Finał   | Pozycja | Źródło               |
| Zawodnik                                          | Konkurencja             | Przeciwnik       | Czas        | Przeciwnik | Czas     | Przeciwnik | Czas    | Pozycja | Źródło               |
| ------------------------------------------------- | ----------------------- | ---------------- | ----------- | ---------- | -------- | ---------- | ------- | ------- | -------------------- |
| Davide Ghiotto Andrea Giovannini Michele Malfatti | bieg drużynowy mężczyzn | Korea Południowa | 3:42,04     | NQ         | NQ       | Chiny      | 3:44,20 | 7.      | [ 50 ] [ 51 ]        |
| Michele Malfatti                                  | bieg masowy mężczyzn    | N/A              | N/A         | -          | 8:02,09  | NQ         | NQ      | 11.     | [ 52 ] [ 53 ] [ 54 ] |
| Andrea Giovannini                                 | bieg masowy mężczyzn    | N/A              | N/A         | -          | 7:43,58  | -          | 7:47,93 | 11.     | [ 52 ] [ 53 ] [ 54 ] |
| Francesca Lollobrigida                            | bieg masowy kobiet      | N/A              | N/A         | -          | 8:34,19  | -          | 8:14,98 | brąz    | [ 55 ] [ 56 ]        |

### Narciarstwo alpejskie
| Zawodnik            | Konkurencja         | 1 przejazd | 1 przejazd | 2 przejazd | 2 przejazd | Łącznie | Łącznie | Źródło |
| Zawodnik            | Konkurencja         | Czas       | Pozycja    | Czas       | Pozycja    | Czas    | Pozycja | Źródło |
| ------------------- | ------------------- | ---------- | ---------- | ---------- | ---------- | ------- | ------- | ------ |
| Dominik Paris       | zjazd (m)           | N/A        | N/A        | N/A        | N/A        | 1:43,21 | 6.      | [ 57 ] |
| Matteo Marsaglia    | zjazd (m)           | N/A        | N/A        | N/A        | N/A        | 1:44,06 | 15.     | [ 57 ] |
| Christof Innerhofer | zjazd (m)           | N/A        | N/A        | N/A        | N/A        | DNF     | DNF     | [ 57 ] |
| Matteo Marsaglia    | supergigant (m)     | N/A        | N/A        | N/A        | N/A        | 1:22,16 | 18.     | [ 58 ] |
| Dominik Paris       | supergigant (m)     | N/A        | N/A        | N/A        | N/A        | 1:22,62 | 21.     | [ 58 ] |
| Christof Innerhofer | supergigant (m)     | N/A        | N/A        | N/A        | N/A        | DNF     | DNF     | [ 58 ] |
| Luca De Aliprandini | slalom gigant (m)   | 1:03,67    | 6.         | DNF        | DNF        | DNF     | DNF     | [ 59 ] |
| Tommaso Sala        | slalom gigant (m)   | DNF        | DNF        | DNF        | DNF        | DNF     | DNF     | [ 59 ] |
| Alex Vinatzer       | slalom gigant (m)   | DNF        | DNF        | DNF        | DNF        | DNF     | DNF     | [ 59 ] |
| Giuliano Razzoli    | slalom (m)          | 54,79      | 12.        | 50,26      | 4.         | 1:45,05 | 8.      | [ 60 ] |
| Alex Vinatzer       | slalom (m)          | 55,39      | 17.        | DNF        | DNF        | DNF     | DNF     | [ 60 ] |
| Tommaso Sala        | slalom (m)          | 54,37      | 8.         | 51,00      | 19.        | 1:45,37 | 11.     | [ 60 ] |
| Christof Innerhofer | superkombinacja (m) | 1:44,19    | 7.         | 51,61      | 11.        | 2:35,80 | 10.     | [ 61 ] |
| Sofia Goggia        | zjazd (k)           | N/A        | N/A        | N/A        | N/A        | 1:32,03 | srebro  | [ 62 ] |
| Nadia Delago        | zjazd (k)           | N/A        | N/A        | N/A        | N/A        | 1:32,44 | brąz    | [ 62 ] |
| Elena Curtoni       | zjazd (k)           | N/A        | N/A        | N/A        | N/A        | 1:32,87 | 5.      | [ 62 ] |
| Nicol Delago        | zjazd (k)           | N/A        | N/A        | N/A        | N/A        | 1:33,69 | 11.     | [ 62 ] |
| Federica Brignone   | supergigant (k)     | N/A        | N/A        | N/A        | N/A        | 1:14,17 | 7.      | [ 63 ] |
| Elena Curtoni       | supergigant (k)     | N/A        | N/A        | N/A        | N/A        | 1:14,34 | 10.     | [ 63 ] |
| Marta Bassino       | supergigant (k)     | N/A        | N/A        | N/A        | N/A        | 1:15,08 | 17.     | [ 63 ] |
| Francesca Marsaglia | supergigant (k)     | N/A        | N/A        | N/A        | N/A        | 1:15,61 | 11.     | [ 63 ] |
| Federica Brignone   | slalom gigant (k)   | 57,98      | 3.         | 57,99      | 5.         | 1:55,97 | srebro  | [ 64 ] |
| Elena Curtoni       | slalom gigant (k)   | 1:00,50    | 24.        | 59,41      | 21.        | 1:59,91 | 20.     | [ 64 ] |
| Marta Bassino       | slalom gigant (k)   | DNF        | DNF        | DNF        | DNF        | DNF     | DNF     | [ 64 ] |
| Anita Gulli         | slalom (k)          | 55,46      | 32.        | 54,32      | 29.        | 1:49,78 | 29.     | [ 65 ] |
| Lara Della Mea      | slalom (k)          | 56,00      | 35.        | 54,53      | 30.        | 1:50,53 | 30.     | [ 65 ] |
| Federica Brignone   | slalom (k)          | 54,41      | 20.        | DNF        | DNF        | DNF     | DNF     | [ 65 ] |
| Federica Brignone   | superbombinacja (k) | 1:33,11    | 8.         | 54,41      | 4.         | 2:27,52 | brąz    | [ 66 ] |
| Nicol Delago        | superbombinacja (k) | 1:33,12    | 9.         | DNF        | DNF        | DNF     | DNF     | [ 66 ] |
| Marta Bassino       | superbombinacja (k) | 1:33,42    | 13.        | DNF        | DNF        | DNF     | DNF     | [ 66 ] |
| Elena Curtoni       | superbombinacja (k) | DNF        | DNF        | DNF        | DNF        | DNF     | DNF     | [ 66 ] |

| Zawodnik                                                                                    | Konkurencja | 1/8 finału                            | Ćwierćfinał                 | Półfinał         | Finał            | Źródło |
| Zawodnik                                                                                    | Konkurencja | Przeciwnik Wynik                      | Przeciwnik Wynik            | Przeciwnik Wynik | Przeciwnik Wynik | Źródło |
| ------------------------------------------------------------------------------------------- | ----------- | ------------------------------------- | --------------------------- | ---------------- | ---------------- | ------ |
| Marta Bassino Federica Brignone Nicol Delago Luca De Aliprandini Tommaso Sala Alex Vinatzer | drużynowo   | Rosyjski Komitet Olimpijski · W (3:1) | Stany Zjednoczone · P (1:3) | NQ               | NQ               | [ 67 ] |

### Narciarstwo dowolne
Big Air
| Zawodnik          | Konkurencja | Kwalifikacje | Kwalifikacje | Kwalifikacje | Kwalifikacje | Kwalifikacje | Finał      | Finał      | Finał      | Finał  | Finał   | Źródło        |
| Zawodnik          | Konkurencja | Przejazd 1   | Przejazd 2   | Przejazd 2   | wynik        | Miejsce      | Przejazd 1 | Przejazd 2 | Przejazd 3 | wynik  | Pozycja | Źródło        |
| ----------------- | ----------- | ------------ | ------------ | ------------ | ------------ | ------------ | ---------- | ---------- | ---------- | ------ | ------- | ------------- |
| Leonardo Donaggio | mężczyźni   | 90,25        | 70,25        | 80,25        | 170,50       | 10.          | 91,00      | 81,00      | 17,25      | 172,00 | 5.      | [ 68 ] [ 69 ] |
| Silvia Bertagna   | kobiety     | 17,00        | 16,75        | DNS          | 17,00        | 25.          | NQ         | NQ         | NQ         | NQ     | 25.     | [ 70 ]        |

Skicross
| Zawodnicy         | Konkurencja       | Rozstawienie | Rozstawienie | 1/8 finału | Ćwierćfinał | Półfinał | Finał   | Finał   | Źródło        |
| Zawodnicy         | Konkurencja       | Czas         | Miejsce      | Pozycja    | Pozycja     | Pozycja  | Pozycja | Miejsce | Źródło        |
| ----------------- | ----------------- | ------------ | ------------ | ---------- | ----------- | -------- | ------- | ------- | ------------- |
| Simone Deromedis  | skicross mężczyzn | 1:12,48      | 8.           | 1.         | 2.          | 3.       | 1.      | 5.      | [ 72 ] [ 73 ] |
| Lucrezia Fantelli | skicross kobiet   | 1:18,17      | 6.           | DNF.       | NQ.         | NQ.      | NQ.     | 17.     | [ 74 ] [ 75 ] |
| Jole Galli        | skicross kobiet   | 1:19,20      | 12.          | 2.         | 3.          | NQ       | NQ      | 10.     | [ 74 ] [ 75 ] |

Slopestyle
| Zawodnicy         | Konkurencja         | Kwalifikacje | Kwalifikacje | Kwalifikacje | Kwalifikacje | Finał   | Finał   | Finał   | Finał     | Finał   | Źródło        |
| Zawodnicy         | Konkurencja         | Ślizg 1      | Ślizg 2      | Najlepszy    | Miejsce      | Ślizg 1 | Ślizg 2 | Ślizg 3 | Najlepszy | Miejsce | Źródło        |
| ----------------- | ------------------- | ------------ | ------------ | ------------ | ------------ | ------- | ------- | ------- | --------- | ------- | ------------- |
| Leonardo Donaggio | slopestyle mężczyzn | 63,48        | 42,88        | 63,48        | 18.          | NQ      | NQ      | NQ      | NQ        | 18.     | [ 76 ]        |
| Silvia Bertagna   | slopestyle kobiet   | 65,25        | 68,90        | 68,90        | 8.           | 48,50   | 61,85   | 7,83    | 61,85     | 10.     | [ 77 ] [ 78 ] |
| Elisa Maria Nakab | slopestyle kobiet   | 8,60         | 32,70        | 32,70        | 24.          | NQ      | NQ      | NQ      | NQ        | 24.     | [ 77 ] [ 78 ] |

### Saneczkarstwo
Mężczyźni
| Zawodnik                          | Konkurencja | Ślizg 1 | Ślizg 1 | Ślizg 2 | Ślizg 2 | Ślizg 3 | Ślizg 3 | Ślizg 4 | Ślizg 4 | Łącznie  | Pozycja | Źródło |
| Zawodnik                          | Konkurencja | Czas    | Pozycja | Czas    | Pozycja | Czas    | Pozycja | Czas    | Pozycja | Łącznie  | Pozycja | Źródło |
| --------------------------------- | ----------- | ------- | ------- | ------- | ------- | ------- | ------- | ------- | ------- | -------- | ------- | ------ |
| Dominik Fischnaller               | Jedynki     | 57,361  | 3.      | 57,444  | 3.      | 57,461  | 5.      | 57,420  | 3.      | 3:49,686 | brąz    | [ 79 ] |
| Leon Felderer                     | Jedynki     | 57,814  | 12.     | 58,211  | 11.     | 57,855  | 11.     | 57,960  | 14.     | 3:51,840 | 11.     | [ 79 ] |
| Kevin Fischnaller                 | Jedynki     | DNS     | DNS     | DNS     | DNS     | DNS     | DNS     | DNS     | DNS     | DNS      | DNS     | [ 79 ] |
| Emanuel Rieder Simon Kainzwaldner | Dwójki      | 58,602  | 4.      | 58,995  | 7.      | N/A     | N/A     | N/A     | N/A     | 1:57,597 | 6.      | [ 80 ] |

Kobiety
| Zawodnik      | Konkurencja | Ślizg 1 | Ślizg 1 | Ślizg 2 | Ślizg 2 | Ślizg 3 | Ślizg 3 | Ślizg 4 | Ślizg 4 | Łącznie   | Pozycja | Źródło |
| Zawodnik      | Konkurencja | Czas    | Pozycja | Czas    | Pozycja | Czas    | Pozycja | Czas    | Pozycja | Łącznie   | Pozycja | Źródło |
| ------------- | ----------- | ------- | ------- | ------- | ------- | ------- | ------- | ------- | ------- | --------- | ------- | ------ |
| Andrea Vötter | Jedynki     | 59,145  | 14.     | 59,045  | 10.     | 58,852  | 10.     | 58,935  | 11.     | 3:55,977  | 10.     | [ 81 ] |
| Verena Hofer  | Jedynki     | 58,960  | 9.      | 59,037  | 9.      | 58,961  | 16.     | 59,584  | 16.     | 3:56,542  | 13.     | [ 81 ] |
| Nina Zöggeler | Jedynki     | 59,464  | 18.     | 59,160  | 16.     | 59,085  | 19.     | 59,275  | 14.     | 3:556,984 | 15.     | [ 81 ] |

| Zawodnicy                                                       | Konkurencja | Czas przejazdu             | Łącznie  | Pozycja | Źródło |
| --------------------------------------------------------------- | ----------- | -------------------------- | -------- | ------- | ------ |
| Andrea Vötter Leon Felderer Emanuel Rieder / Simon Kainzwaldner | sztafeta    | 1:00,618 1:01,960 1:02,274 | 3:04,852 | 5.      | [ 82 ] |

### Short track
| Zawodnik                                                                                            | Konkurencja             | Kwalifikacje | Kwalifikacje | Ćwierćfinał | Ćwierćfinał | Półfinał  | Półfinał | Finał    | Finał   | Źródło                        |
| Zawodnik                                                                                            | Konkurencja             | Czas         | Miejsce      | Czas        | Miejsce     | Czas      | Miejsce  | Czas     | Miejsce | Źródło                        |
| --------------------------------------------------------------------------------------------------- | ----------------------- | ------------ | ------------ | ----------- | ----------- | --------- | -------- | -------- | ------- | ----------------------------- |
| Andrea Cassinelli                                                                                   | Bieg na 500 metrów (m)  | 42,791       | 3.           | NQ          | NQ          | NQ        | NQ       | NQ       | NQ      | [ 83 ] [ 84 ] [ 85 ] [ 86 ]   |
| Pietro Sighel                                                                                       | Bieg na 500 metrów (m)  | 40,350       | 2.           | 40,644      | 2.          | 40,847    | 2.       | -        | 5.      | [ 83 ] [ 84 ] [ 85 ] [ 86 ]   |
| Pietro Sighel                                                                                       | Bieg na 1000 metrów (m) | 2:10,039     | 3.ADV        | DSQ         | DSQ         | NQ        | NQ       | NQ       | NQ      | [ 87 ] [ 88 ]                 |
| Luca Spechenhauser                                                                                  | Bieg na 1000 metrów (m) | DSQ          | DSQ          | NQ          | NQ          | NQ        | NQ       | NQ       | NQ      | [ 87 ] [ 88 ]                 |
| Pietro Sighel                                                                                       | Bieg na 1500 metrów (m) | DSQ          | DSQ          |             |             | NQ        | NQ       | NQ       | NQ      | [ 89 ] [ 90 ] [ 91 ]          |
| Yuri Confortola                                                                                     | Bieg na 1500 metrów (m) | 2:12,853     | 3.           |             |             | -         | ADVA     | 2:12,384 | 10.     | [ 89 ] [ 90 ] [ 91 ]          |
| Luca Spechenhauser                                                                                  | Bieg na 1500 metrów (m) | 2:56,796     | 6.           |             |             | NQ        | NQ       | NQ       | NQ      | [ 89 ] [ 90 ] [ 91 ]          |
| Pietro Sighel Yuri Confortola Tommaso Dotti Andrea Cassinelli                                       | Sztafeta mężczyzn       |              |              |             |             | 6:38,899  | 2.       | 6:43,431 | brąz    | [ 92 ] [ 93 ]                 |
| Arianna Valcepina                                                                                   | Bieg na 500 metrów (k)  | 43,070       | 3.           | 42,891      | 2.          | 44,044    | 5.       | NQ       | NQ      | [ 94 ] [ 95 ] [ 96 ] [ 97 ]   |
| Arianna Fontana                                                                                     | Bieg na 500 metrów (k)  | 42,940       | 1.           | 42,635      | 1.          | 42,387    | 1.       | 42,488   | złoto   | [ 94 ] [ 95 ] [ 96 ] [ 97 ]   |
| Martina Valcepina                                                                                   | Bieg na 500 metrów (k)  | 43,606       | 2.           | DSQ         | DSQ         | NQ        | NQ       | NQ       | NQ      | [ 94 ] [ 95 ] [ 96 ] [ 97 ]   |
| Arianna Fontana                                                                                     | Bieg na 1000 metrów (k) | 1:30,066     | 1.           | 1:29,324    | 1.          | 1:26,811  | 2.       | DSQ      | DSQ     | [ 98 ] [ 99 ] [ 100 ] [ 101 ] |
| Cynthia Mascitto                                                                                    | Bieg na 1000 metrów (k) | 1:28,471     | 3.           | NQ          | NQ          | NQ        | NQ       | NQ       | NQ      | [ 98 ] [ 99 ] [ 100 ] [ 101 ] |
| Arianna Sighel                                                                                      | Bieg na 1500 metrów (k) |              |              | 2:22,318    | 5.          | NQ        | NQ       | NQ       | NQ      | [ 102 ] [ 103 ] [ 104 ]       |
| Arianna Fontana                                                                                     | Bieg na 1500 metrów (k) |              |              | 2:32,946    | 2.          | 2:22,196  | 2.       | 2:17,862 | srebro  | [ 102 ] [ 103 ] [ 104 ]       |
| Cynthia Mascitto                                                                                    | Bieg na 1500 metrów (k) |              |              | 2:20,268    | 3.          | 2:220,272 | 3.       | 2:45,697 | 12.     | [ 102 ] [ 103 ] [ 104 ]       |
| Arianna Fontana Cynthia Mascitto Martina Valcepina Arianna Valcepina                                | Sztafeta kobiet         |              |              |             |             | 4:17,438  | 4.       | 4:09,688 | 5.      | [ 105 ] [ 106 ]               |
| Arianna Fontana Arianna Valcepina Martina Valcepina Yuri Confortola Andrea Cassinelli Pietro Sighel | Sztafeta mieszana       |              |              | 2:38,308    | 2.          | 2:36,895  | 2.       | 2:37,364 | srebro  | [ 107 ] [ 108 ] [ 109 ]       |

### Skeleton
| Zawodnik            | Konkurencja | Ślizg 1 | Ślizg 1 | Ślizg 2 | Ślizg 2 | Ślizg 3 | Ślizg 3 | Ślizg 4 | Ślizg 4 | Łącznie | Pozycja | Źródło  |
| Zawodnik            | Konkurencja | Czas    | Pozycja | Czas    | Pozycja | Czas    | Pozycja | Czas    | Pozycja | Łącznie | Pozycja | Źródło  |
| ------------------- | ----------- | ------- | ------- | ------- | ------- | ------- | ------- | ------- | ------- | ------- | ------- | ------- |
| Amedeo Bagnis       | mężczyźni   | 1:01,05 | 10.     | 1:01,19 | 14.     | 1:00,83 | 11.     | 1:01,01 | 12.     | 4:04,08 | 11.     | [ 110 ] |
| Mattia Gaspari      | mężczyźni   | 1:01,20 | 12.     | 1:01,31 | 15.     | 1:01,16 | 15.     | 1:01,36 | 11.     | 4:05,03 | 14.     | [ 110 ] |
| Valentina Margaglio | kobiety     | 1:02,84 | 17.     | 1:03,04 | 15.     | 1:02,45 | 14.     | 1:02,05 | 3.      | 4:10,38 | 12.     | [ 111 ] |

### Skoki narciarskie
| Konkurencja        | Skoczek                   | Kwalifikacje | Kwalifikacje | Kwalifikacje | Skok 1    | Skok 1 | Skok 2    | Skok 2 | Nota  | Pozycja | Źródło          |
| Konkurencja        | Skoczek                   | odległość    | Nota         | Miejsce      | odległość | Nota   | odległość | Nota   | Nota  | Pozycja | Źródło          |
| ------------------ | ------------------------- | ------------ | ------------ | ------------ | --------- | ------ | --------- | ------ | ----- | ------- | --------------- |
| Giovanni Bresadola | Skocznia normalna         | 94,0         | 91,8         | 21.          | 93,5      | 110,3  | NQ        | NQ     | 110,3 | 41.     | [ 112 ] [ 113 ] |
| Giovanni Bresadola | Skocznia duża             | 117,5        | 97,0         | 35.          | 127,0     | 114,6  | NQ        | NQ     | 114,6 | 35.     | [ 114 ] [ 115 ] |
| Jessica Malsiner   | skocznia normalna kobiety | N/A          | N/A          | N/A          | 76,5      | 62,0   | 75,5      | 62,4   | 124,4 | 29.     | [ 116 ]         |

### Snowboarding
| Zawodnik       | Konkurencja       | Kwalifikacje | Kwalifikacje | Kwalifikacje | Kwalifikacje | Kwalifikacje | Finał      | Finał      | Finał      | Finał | Finał   | Źródło  |
| Zawodnik       | Konkurencja       | Przejazd 1   | Przejazd 2   | Przejazd 3   | Wynik        | Miejsce      | Przejazd 1 | Przejazd 2 | Przejazd 3 | wynik | Pozycja | Źródło  |
| -------------- | ----------------- | ------------ | ------------ | ------------ | ------------ | ------------ | ---------- | ---------- | ---------- | ----- | ------- | ------- |
| Emiliano Lauzi | big air mężczyźni | 23,50        | 80,75        | 12,25        | 93,00        | 22.          | NQ         | NQ         | NQ         | NQ    | 22.     | [ 117 ] |

| Zawodnik        | Konkurencja         | Kwalifikacje | Kwalifikacje | Kwalifikacje | Kwalifikacje | Finał   | Finał   | Finał   | Finał | Finał   | Źródło          |
| Zawodnik        | Konkurencja         | Zjazd 1      | Zjazd 2      | Wynik        | Miejsce      | Zjazd 1 | Zjazd 2 | Zjazd 3 | Wynik | Pozycja | Źródło          |
| --------------- | ------------------- | ------------ | ------------ | ------------ | ------------ | ------- | ------- | ------- | ----- | ------- | --------------- |
| Louie Vito      | halfpipe mężczyzn   | 60,25        | 3,25         | 60,25        | 13.          | NQ      | NQ      | NQ      | NQ    | 13.     | [ 118 ]         |
| Lorenzo Gennero | halfpipe mężczyzn   | 34,75        | 2,00         | 34,75        | 19.          | NQ      | NQ      | NQ      | NQ    | 19.     | [ 118 ]         |
| Emiliano Lauzi  | slopestyle mężczyzn | 71,71        | 47,76        | 71,71        | 7.           | 80,01   | 27,48   | 39,48   | 80,01 | 5.      | [ 119 ] [ 120 ] |

| Konkurencja                        | Zawodnik                 | Rozstawienie | Rozstawienie | 1/8 finału | Ćwierćfinał | Półfinał | Finał   | Finał   | Źródło                          |
| Konkurencja                        | Zawodnik                 | Czas         | Miejsce      | Pozycja    | Pozycja     | Pozycja  | Pozycja | Miejsce | Źródło                          |
| ---------------------------------- | ------------------------ | ------------ | ------------ | ---------- | ----------- | -------- | ------- | ------- | ------------------------------- |
| Omar Visintin                      | cross (m)                | 1:17,68      | 6.           | 1.         | 1.          | 2.       | 3.      | brąz    | [ 121 ] [ 122 ] [ 123 ]         |
| Lorenzo Sommariva                  | cross (m)                | 1:17,98      | 9.           | DNF        | NQ          | NQ       | NQ      | 30.     | [ 121 ] [ 122 ] [ 123 ]         |
| Tommaso Leoni                      | cross (m)                | 1:18,13      | 19.          | 1.         | 2.          | 4.       | 4.      | 8.      | [ 121 ] [ 122 ] [ 123 ]         |
| Filippo Ferrari                    | cross (m)                | 1:12,77      | 31.          | DNS        | DNS         | DNS      | DNS     |         | [ 121 ] [ 122 ] [ 123 ]         |
| Michela Moioli                     | cross (k)                | 1:22,19      | 1.           | 1.         | 1.          | 3.       | DNF     | 8.      | [ 124 ] [ 125 ] [ 126 ] [ 127 ] |
| Caterina Carpano                   | cross (k)                | 1:24,87      | 11.          | 2.         | 3.          | NQ       | NQ      | 9.      | [ 124 ] [ 125 ] [ 126 ] [ 127 ] |
| Francesca Gallina                  | cross (k)                | 1:25,27      | 22.          | 3.         | NQ          | NQ       | NQ      | 17.     | [ 124 ] [ 125 ] [ 126 ] [ 127 ] |
| Sofia Belingheri                   | cross (k)                | 1:27,81      | 29.          | 4.         | NQ          | NQ       | NQ      | 17.     | [ 124 ] [ 125 ] [ 126 ] [ 127 ] |
| Michela Moioli Omar Visintin       | cross (drużyny mieszane) | —            | —            | —          | 1.          | 1.       | 2.      | srebro  | [ 128 ]                         |
| Caterina Carpano Lorenzo Sommariva | cross (drużyny mieszane) | —            | —            | —          | 2.          | 1.       | 4.      | 4.      | [ 128 ]                         |

| Zawodnik           | Konkurencja           | Rozstawienie | Rozstawienie | 1/8 finału            | Ćwierćfinał          | Półfinał        | Finał           | Finał   | Źródło                  |
| Zawodnik           | Konkurencja           | Czas         | Miejsce      | Przeciwnik Czas       | Przeciwnik Czas      | Przeciwnik Czas | Przeciwnik Czas | Miejsce | Źródło                  |
| ------------------ | --------------------- | ------------ | ------------ | --------------------- | -------------------- | --------------- | --------------- | ------- | ----------------------- |
| Roland Fischnaller | slalom równoległy (m) | 1:21,59      | 6.           | Košir W (DNF)         | Prommegger W (+0,51) | Kral P (DNF)    | Wold P (DNF)    | 4.      | [ 129 ] [ 130 ] [ 131 ] |
| Mirko Felicetti    | slalom równoległy (m) | 1:22,26      | 12.          | Kwiatkowski P (DNF)   | NQ                   | NQ              | NQ              | 12.     | [ 129 ] [ 130 ] [ 131 ] |
| Daniele Bagozza    | slalom równoległy (m) | 1:22,48      | 16.          | Lee Sang-ho P (+0,92) | NQ                   | NQ              | NQ              | 16.     | [ 129 ] [ 130 ] [ 131 ] |
| Edwin Coratti      | slalom równoległy (m) | 1:22,49      | 17.          | NQ                    | NQ                   | NQ              | NQ              | 17.     | [ 129 ] [ 130 ] [ 131 ] |
| Nadya Ochner       | slalom równoległy (k) | 1:28,84      | 16.          | Ledecká P (DNF)       | NQ                   | NQ              | NQ              | 16.     | [ 132 ] [ 133 ] [ 134 ] |
| Lucia Dalmasso     | slalom równoległy (k) | 1:47,68      | 29.          | NQ                    | NQ                   | NQ              | NQ              | 29.     | [ 132 ] [ 133 ] [ 134 ] |